# Duravel
Duravel is een gemeente in het Franse departement Lot (regio Occitanie). De plaats maakt deel uit van het arrondissement Cahors. Duravel telde op 1 januari 2022 946 inwoners.

## Geografie
De oppervlakte van Duravel bedroeg op 1 januari 2022 14,97 vierkante kilometer; de bevolkingsdichtheid was toen 63,2 inwoners per km².

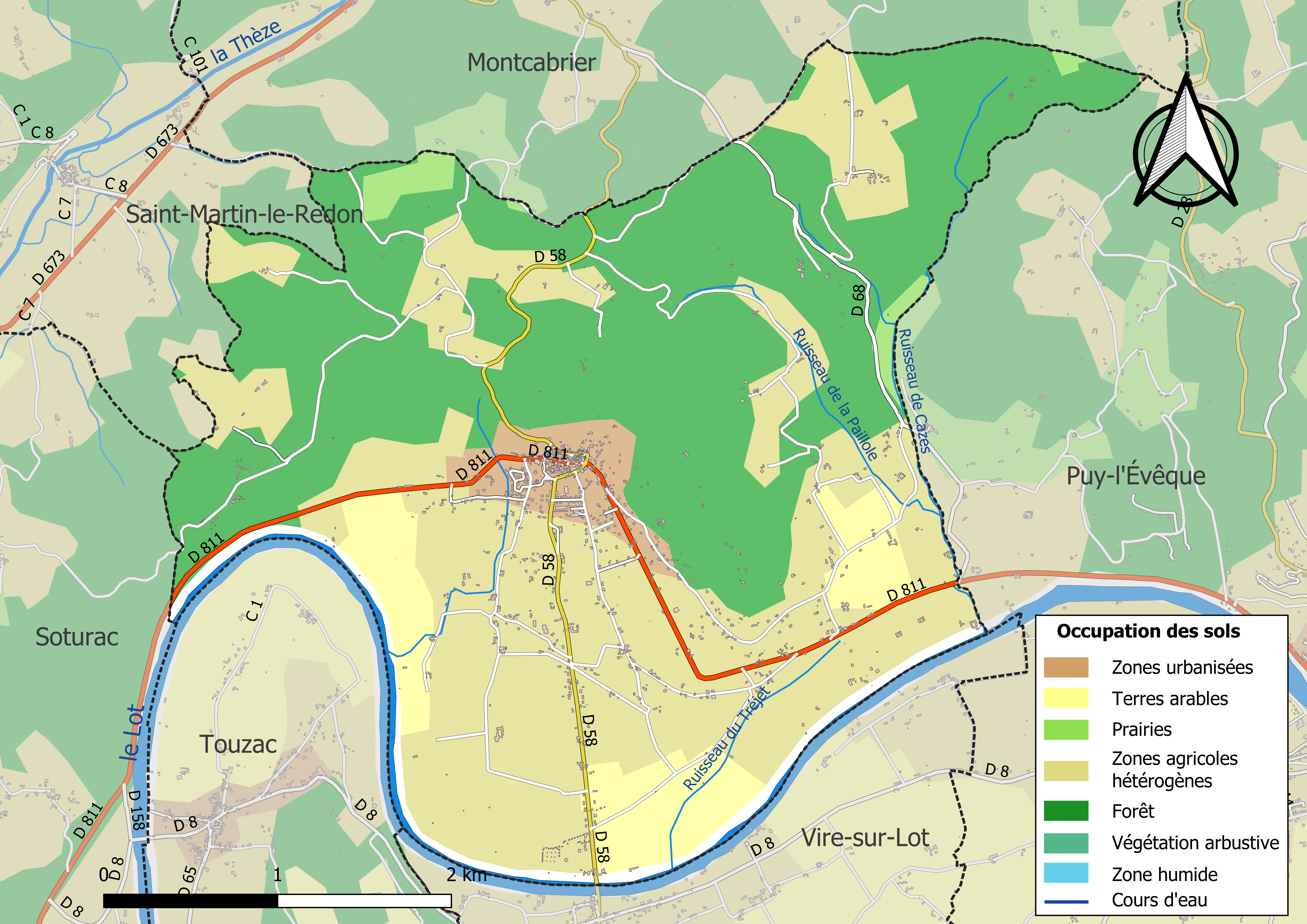
Kaart van de gemeente met de belangrijkste infrastructuur, bodemgebruik en omliggende gemeenten

## Demografie
Onderstaande figuur toont het verloop van het inwonertal (bron: INSEE-tellingen).